# 官底镇
官底镇，是中华人民共和国陕西省渭南市临渭区下辖的一个乡镇级行政单位。

## 行政区划
官底镇下辖以下地区：
官底村、上薛村、下薛村、庙王村、保王村、楼王村、陡庙村、陌张村、赵家村、紫郭村、简家村、北郭村、竹李村、筱村、东来村、黄家村、朱家村、左家村、姜家村、惠丰村和化佛村。